# European Le Mans Series 2012
Dziewiąty sezon European Le Mans Series rozpoczął się 1 kwietnia w Le Castellet, a zakończył się 20 października w Braselton, Stanach Zjednoczonych, gdzie europejska Seria Le Mans rywalizowała z American Le Mans Series. Tytuł zdobyła załoga z numerem 46 Thiriet by TDS Racing. Po raz pierwszy w historii nie było klasy LMP1, za to zastąpiła ją klasa LMGTC. Żaden z wyścigów nie towarzyszył serii FIA World Endurance Championship.

## Lista zgłoszeń
| Zespół                     | Nadwozie                 | Silnik                | Opona | No. | Kierowcy               | Rundy     | Klasa   |
| -------------------------- | ------------------------ | --------------------- | ----- | --- | ---------------------- | --------- | ------- |
| Greaves Motorsport         | Zytek Z11SN              | Nissan VK45DE 4.5L V8 | D     | 1   | Alex Brundle           | Wszystkie | LMP2    |
| Greaves Motorsport         | Zytek Z11SN              | Nissan VK45DE 4.5L V8 | D     | 1   | Tom Kimber-Smith       | Wszystkie | LMP2    |
| Greaves Motorsport         | Zytek Z11SN              | Nissan VK45DE 4.5L V8 | D     | 1   | Lucas Ordóñez          | 1–2       | LMP2    |
| Greaves Motorsport         | Zytek Z11SN              | Nissan VK45DE 4.5L V8 | D     | 1   | Alex Buncombe          | 3         | LMP2    |
| Pecom Racing               | Oreca 03                 | Nissan VK45DE 4.5L V8 | D     | 10  | Luís Pérez Companc     | 1–2       | LMP2    |
| Pecom Racing               | Oreca 03                 | Nissan VK45DE 4.5L V8 | D     | 10  | Pierre Kaffer          | 1–2       | LMP2    |
| Pecom Racing               | Oreca 03                 | Nissan VK45DE 4.5L V8 | D     | 10  | Gianmaria Bruni        | 1         | LMP2    |
| Pecom Racing               | Oreca 03                 | Nissan VK45DE 4.5L V8 | D     | 10  | Soheil Ayari           | 2         | LMP2    |
| Race Performance           | Oreca 03                 | Judd-BMW HK 3.6L V8   | D     | 11  | Jonathan Hirschi       | 1         | LMP2    |
| Race Performance           | Oreca 03                 | Judd-BMW HK 3.6L V8   | D     | 11  | Michel Frey            | 1         | LMP2    |
| Race Performance           | Oreca 03                 | Judd-BMW HK 3.6L V8   | D     | 11  | Ralph Meichtry         | 1         | LMP2    |
| Status GP                  | Lola B12/80              | Judd-BMW HK 3.6L V8   | D     | 17  | Alexander Sims         | 1–2       | LMP2    |
| Status GP                  | Lola B12/80              | Judd-BMW HK 3.6L V8   | D     | 17  | Yelmer Buurman         | 1         | LMP2    |
| Status GP                  | Lola B12/80              | Judd-BMW HK 3.6L V8   | D     | 17  | Dean Stirling          | 1         | LMP2    |
| Status GP                  | Lola B12/80              | Judd-BMW HK 3.6L V8   | D     | 17  | Julien Jousse          | 2         | LMP2    |
| Status GP                  | Lola B12/80              | Judd-BMW HK 3.6L V8   | D     | 17  | Maxime Jousse          | 2         | LMP2    |
| Murphy Prototypes          | MG-Oreca 03              | Judd-BMW HK 3.6L V8   | D     | 18  | Jody Firth             | Wszystkie | LMP2    |
| Murphy Prototypes          | MG-Oreca 03              | Judd-BMW HK 3.6L V8   | D     | 18  | Warren Hughes          | Wszystkie | LMP2    |
| Murphy Prototypes          | MG-Oreca 03              | Judd-BMW HK 3.6L V8   | D     | 18  | Luca Moro              | 1         | LMP2    |
| Murphy Prototypes          | MG-Oreca 03              | Judd-BMW HK 3.6L V8   | D     | 18  | Brendon Hartley        | 2–3       | LMP2    |
| Sébastien Loeb Racing      | Oreca 03                 | Nissan VK45DE 4.5L V8 | D     | 19  | Nicolas Marroc         | 1–2       | LMP2    |
| Sébastien Loeb Racing      | Oreca 03                 | Nissan VK45DE 4.5L V8 | D     | 19  | Nicolas Minassian      | 1–2       | LMP2    |
| Sébastien Loeb Racing      | Oreca 03                 | Nissan VK45DE 4.5L V8 | D     | 19  | Stéphane Sarrazin      | 1–2       | LMP2    |
| OAK Racing                 | Morgan LMP2              | Judd-BMW HK 3.6L V8   | D     | 24  | Jacques Nicolet        | 1–2       | LMP2    |
| OAK Racing                 | Morgan LMP2              | Judd-BMW HK 3.6L V8   | D     | 24  | Guillaume Moreau       | 1         | LMP2    |
| OAK Racing                 | Morgan LMP2              | Judd-BMW HK 3.6L V8   | D     | 24  | Dominik Kraihamer      | 1         | LMP2    |
| OAK Racing                 | Morgan LMP2              | Judd-BMW HK 3.6L V8   | D     | 24  | Matthieu Lahaye        | 2         | LMP2    |
| OAK Racing                 | Morgan LMP2              | Nissan VK45DE 4.5L V8 | D     | 35  | Bertrand Baguette      | 2–3       | LMP2    |
| OAK Racing                 | Morgan LMP2              | Nissan VK45DE 4.5L V8 | D     | 35  | Dimitri Enjalbert      | 2         | LMP2    |
| OAK Racing                 | Morgan LMP2              | Nissan VK45DE 4.5L V8 | D     | 35  | Olivier Pla            | 2–3       | LMP2    |
| OAK Racing                 | Morgan LMP2              | Nissan VK45DE 4.5L V8 | D     | 35  | Jacques Nicolet        | 3         | LMP2    |
| Jota                       | Zytek Z11SN              | Nissan VK45DE 4.5L V8 | D     | 38  | Sam Hancock            | 1–2       | LMP2    |
| Jota                       | Zytek Z11SN              | Nissan VK45DE 4.5L V8 | D     | 38  | Simon Dolan            | 1–2       | LMP2    |
| Extrême Limite ARIC        | Norma M200P              | Judd-BMW HK 3.6L V8   | D     | 44  | Fabien Rosier          | 1         | LMP2    |
| Extrême Limite ARIC        | Norma M200P              | Judd-BMW HK 3.6L V8   | D     | 44  | Philippe Thirion       | 1         | LMP2    |
| Boutsen Ginion Racing      | Oreca FLM09              | Chevrolet LS3 6.2L V8 | D     | 40  | Thomas Dagoneau        | 1–2       | LMPC    |
| Boutsen Ginion Racing      | Oreca FLM09              | Chevrolet LS3 6.2L V8 | D     | 40  | Massimo Vignali        | 1         | LMPC    |
| Boutsen Ginion Racing      | Oreca FLM09              | Chevrolet LS3 6.2L V8 | D     | 40  | Jean-Marc Merlin       | 1         | LMPC    |
| Boutsen Ginion Racing      | Oreca FLM09              | Chevrolet LS3 6.2L V8 | D     | 40  | Jean-Charles Battut    | 2         | LMPC    |
| Boutsen Ginion Racing      | Oreca FLM09              | Chevrolet LS3 6.2L V8 | D     | 40  | John Hartshorne        | 2         | LMPC    |
| Boutsen Ginion Racing      | Oreca 03                 | Nissan VK45DE 4.5L V8 | D     | 45  | Bastien Brière         | 1         | LMP2    |
| Boutsen Ginion Racing      | Oreca 03                 | Nissan VK45DE 4.5L V8 | D     | 45  | Jack Clarke            | 1         | LMP2    |
| Boutsen Ginion Racing      | Oreca 03                 | Nissan VK45DE 4.5L V8 | D     | 45  | Sébastien Buemi        | 1         | LMP2    |
| Thiriet by TDS Racing      | Oreca 03                 | Nissan VK45DE 4.5L V8 | D     | 46  | Mathias Beche          | Wszystkie | LMP2    |
| Thiriet by TDS Racing      | Oreca 03                 | Nissan VK45DE 4.5L V8 | D     | 46  | Pierre Thiriet         | Wszystkie | LMP2    |
| Thiriet by TDS Racing      | Oreca 03                 | Nissan VK45DE 4.5L V8 | D     | 46  | Christophe Tinseau     | 3         | LMP2    |
| CURTIS Racing Technologies | Oreca FLM09              | Chevrolet LS3 6.2L V8 | M     | 42  | Phil Keen              | 1         | LMPC    |
| CURTIS Racing Technologies | Oreca FLM09              | Chevrolet LS3 6.2L V8 | M     | 42  | John Hartshorne        | 1         | LMPC    |
| CURTIS Racing Technologies | Oreca FLM09              | Chevrolet LS3 6.2L V8 | M     | 42  | Alex Kapadia           | 1         | LMPC    |
| Kessel Racing              | Ferrari 458 Italia GT2   | Ferrari F142 4.5L V8  | D     | 61  | Michał Broniszewski    | 1         | GTE PRO |
| Kessel Racing              | Ferrari 458 Italia GT2   | Ferrari F142 4.5L V8  | D     | 61  | Philipp Peter          | 1         | GTE PRO |
| JMW Motorsport             | Ferrari 458 Italia GT2   | Ferrari F142 4.5L V8  | D     | 66  | James Walker           | 1         | GTE PRO |
| JMW Motorsport             | Ferrari 458 Italia GT2   | Ferrari F142 4.5L V8  | D     | 66  | Jonny Cocker           | 1–2       | GTE PRO |
| JMW Motorsport             | Ferrari 458 Italia GT2   | Ferrari F142 4.5L V8  | D     | 66  | Allan Simonsen         | 2         | GTE PRO |
| JMB Racing                 | Ferrari 458 Italia GT2   | Ferrari F142 4.5L V8  | M     | 83  | Jaime Melo             | 1         | GTE PRO |
| JMB Racing                 | Ferrari 458 Italia GT2   | Ferrari F142 4.5L V8  | M     | 83  | Marco Frezza           | 1         | GTE PRO |
| JMB Racing                 | Ferrari 458 Italia GT2   | Ferrari F142 4.5L V8  | M     | 99  | Alain Ferté            | 1         | GTE AM  |
| JMB Racing                 | Ferrari 458 Italia GT2   | Ferrari F142 4.5L V8  | M     | 99  | Philippe Illiano       | 1         | GTE AM  |
| AF Corse                   | Ferrari 458 Italia GT2   | Ferrari F142 4.5L V8  | M     | 60  | Piergiuseppe Perazzini | Wszystkie | GTE AM  |
| AF Corse                   | Ferrari 458 Italia GT2   | Ferrari F142 4.5L V8  | M     | 60  | Marco Cioci            | Wszystkie | GTE AM  |
| AF Corse                   | Ferrari 458 Italia GT2   | Ferrari F142 4.5L V8  | M     | 60  | Matt Griffin           | Wszystkie | GTE AM  |
| IMSA Performance Matmut    | Porsche 997 GT3-RSR      | Porsche 4.0 L Flat-6  | M     | 67  | Anthony Pons           | Wszystkie | GTE AM  |
| IMSA Performance Matmut    | Porsche 997 GT3-RSR      | Porsche 4.0 L Flat-6  | M     | 67  | Nicolas Armindo        | Wszystkie | GTE AM  |
| IMSA Performance Matmut    | Porsche 997 GT3-RSR      | Porsche 4.0 L Flat-6  | M     | 67  | Raymond Narac          | Wszystkie | GTE AM  |
| Gulf Racing                | Aston Martin Vantage GTE | Aston Martin 4.5L V8  | D     | 69  | Stuart Hall            | 1         | GTE AM  |
| Gulf Racing                | Aston Martin Vantage GTE | Aston Martin 4.5L V8  | D     | 69  | Roald Goethe           | 1         | GTE AM  |
| Prospeed Competition       | Porsche 997 GT3-RSR      | Porsche 4.0 L Flat-6  | M     | 75  | Marc Goossens          | 1         | GTE AM  |
| Prospeed Competition       | Porsche 997 GT3-RSR      | Porsche 4.0 L Flat-6  | M     | 75  | Maxime Soulet          | 1         | GTE AM  |

## Wyniki
| Runda | Tor          | Data            | LMP2 Zwycięski zespół                           | LMPC Zwycięski zespół                              | GTE Pro Zwycięski zespół    | GTE Am Zwycięski zespół                    | Wyniki |
| Runda | Tor          | Data            | LMP2 Zwycięzcy                                  | LMPC Zwycięzcy                                     | GTE Pro Zwycięzcy           | GTE Am Zwycięzcy                           | Wyniki |
| ----- | ------------ | --------------- | ----------------------------------------------- | -------------------------------------------------- | --------------------------- | ------------------------------------------ | ------ |
| 1     | Paul Ricard  | 1 kwietnia      | # 46 Thiriet by TDS Racing                      | # 42 CURTIS Racing Technologies                    | # 66 JMW Motorsport         | # 75 Prospeed Competition                  | Wyniki |
| 1     | Paul Ricard  | 1 kwietnia      | Mathias Beche Pierre Thiriet                    | John Hartshorne Alex Kapadia Phil Keen             | James Walker Jonny Cocker   | Marc Goossens Maxime Soulet                | Wyniki |
| 2     | Donington    | 15 lipca        | # 35 OAK Racing                                 | # 40 Boutsen Ginion Racing                         | # 66 JMW Motorsport         | # 67 IMSA Performance Matmut               | Wyniki |
| 2     | Donington    | 15 lipca        | Olivier Pla Dimitri Enjalbert Bertrand Baguette | Thomas Dagoneau Jean-Charles Battut John Hartshone | Jonny Cocker Allan Simonsen | Nicolas Armindo Raymond Narac Anthony Pons | Wyniki |
| 3     | Road Atlanta | 20 października | No. 46 Thiriet by TDS Racing                    | Bez uczestników                                    | Bez uczestników             | No. 67 IMSA Performance Matmut             | wyniki |
| 3     | Road Atlanta | 20 października | Mathias Beche Pierre Thiriet Christophe Tinseau | Bez uczestników                                    | Bez uczestników             | Nicolas Armindo Raymond Narac Anthony Pons | wyniki |

## Klasyfikacje generalne
| Legenda oznaczeń w tabelach wyników Wyświetl szablon na nowej stronie | Legenda oznaczeń w tabelach wyników Wyświetl szablon na nowej stronie                                                                     |
| Oznaczenie                                                            | Wyjaśnienie |
| --------------------------------------------------------------------- | --- |
| Złoty                                                                 | Zwycięzca lub mistrzostwo |
| Srebrny                                                               | 2. miejsce lub wicemistrzostwo |
| Brązowy                                                               | 3. miejsce lub II wicemistrzostwo |
| Zielony                                                               | Ukończył, punktował (w klasyfikacji generalnej, gdy zdobył co najmniej jeden punkt na przestrzeni sezonu, poza trzema powyższymi opcjami) |
| Niebieski                                                             | Ukończył, nie punktował (w klasyfikacji generalnej, gdy nie zdobył co najmniej jednego punktu na przestrzeni sezonu)                      |
| Czerwony                                                              | Nie zakwalifikował się (NZ) |
| Czerwony                                                              | Nie prekwalifikował się (NPK) |
| Różowy                                                                | Nie ukończył (NU) |
| Różowy                                                                | Niesklasyfikowany (NS) (w klasyfikacji generalnej, gdy nie został sklasyfikowany w żadnym wyścigu sezonu)                                 |
| Czarny                                                                | Zdyskwalifikowany (DK) |
| Czarny                                                                | Wykluczony (WYK/EX) |
| Biały                                                                 | Nie wystartował (NW) |
| Biały                                                                 | Kontuzjowany (K/INJ) |
| Biały                                                                 | Wyścig odwołany (OD/C) |
| Bez koloru                                                            | Został wycofany (WYC/WD) |
| Bez koloru                                                            | Nie przybył (NP/DNA) |
| Bez koloru                                                            | Nie brał udziału w treningach (NT/DNP) |
| Bez koloru                                                            | Nie został zgłoszony (–) |
| Pogrubienie                                                           | Start z pole position |
| Kursywa                                                               | Najszybsze okrążenie wyścigu |
| †                                                                     | Nie ukończył, ale jego rezultat został zaliczony ze względu na przejechanie więcej niż 90% dystansu wyścigu.                              |
| *                                                                     | Sezon w trakcie |
| 1/2/3                                                                 | Punktowana pozycja w sprincie |
| Lista systemów punktacji Formuły 1                                    | |

### Klasyfikacja LMP2

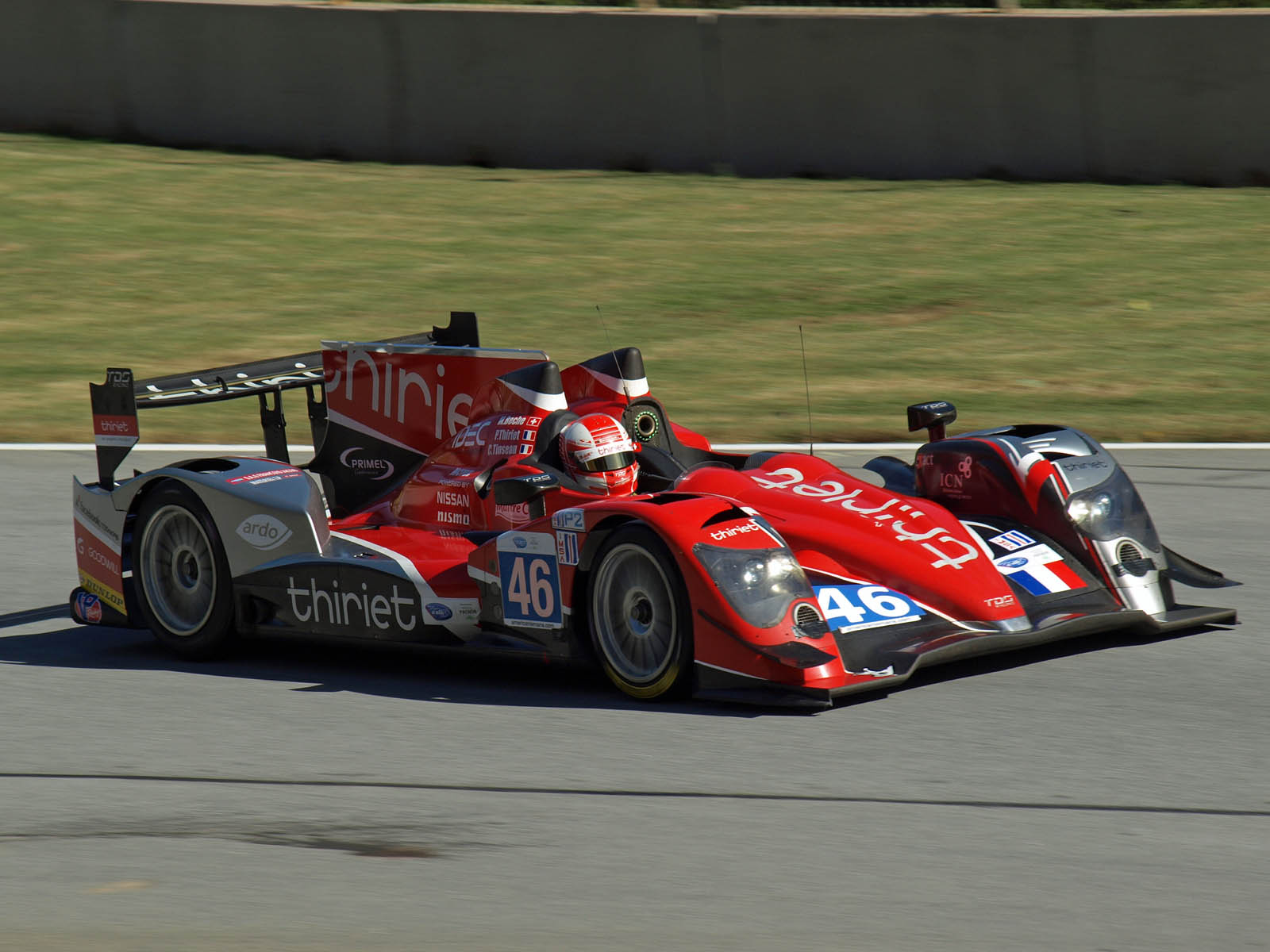
Thiriet by TDS Racing zdominowało rywalizaację w LMP2

| Poz. | Zespół                | CAS | DON | ATL | Punktów |
| ---- | --------------------- | --- | --- | --- | ------- |
| 1    | Thiriet by TDS Racing | 1   | 2   | 1   | 94      |
| 2    | OAK Racing            | 6   | 1   | 2   | 71      |
| 3    | Greaves Motorsport    | 4   | 7   | 3   | 48      |
| 4    | Sébastien Loeb Racing | 2   | 4   |     | 30      |
| 5    | Pecom Racing          | 7   | 5   |     | 16      |
| 6    | Status GP             | 3   | NU  |     | 15      |
| 7    | Murphy Prototypes     | NU  | 3   | NU  | 15      |
| 8    | Race Performance      | 5   |     |     | 10      |
| 9    | Extrême Limite ARIC   | 8   |     |     | 4       |
| 10   | JOTA                  | 9   | NU  |     | 2       |
| –    | Boutsen Ginion Racing | NU  |     |     | 0       |

### Klasyfikacja LMPC
| Poz. | Zespół                     | CAS | DON | ATL | Punktów |
| ---- | -------------------------- | --- | --- | --- | ------- |
| 1    | Boutsen Ginion Racing      | NU  | 1   |     | 27      |
| 2    | Curtis Racing Technologies | 1   |     |     | 25      |

### Klasyfikacja GTE Pro
| Poz. | Zespół         | CAS | DON | ATL | Punktów |
| ---- | -------------- | --- | --- | --- | ------- |
| 1    | JMW Motorsport | 1   | 1   |     | 51      |
| 2    | JMB Racing     | 2   |     |     | 19      |

### Klasyfikacja GTE Am

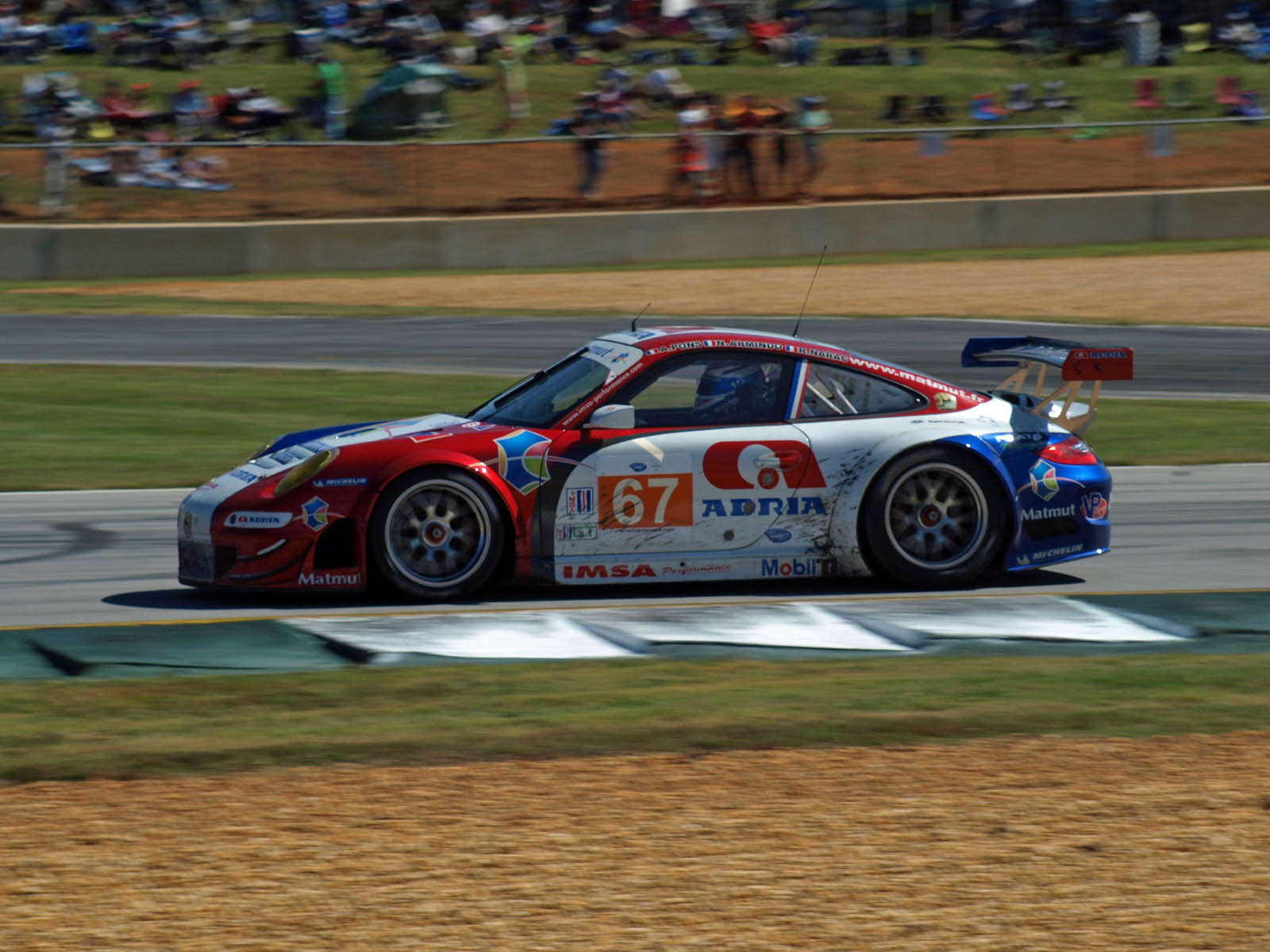
IMSA Performance wygrała klasyfikację GTE Am

| Poz. | Zespół                  | CAS | DON | ATL | Punktów |
| ---- | ----------------------- | --- | --- | --- | ------- |
| 1    | IMSA Performance Matmut | 2   | 1   | 1   | 94      |
| 2    | AF Corse                | 3   | 2   | NU  | 34      |
| 3    | Prospeed Competition    | 1   |     |     | 26      |

## Mistrzostwa kierowców

### Klasyfikacja LMP2
| Poz. | Kierowca           | Zespół                | CAS | DON | ATL | Punktów |
| ---- | ------------------ | --------------------- | --- | --- | --- | ------- |
| 1=   | Pierre Thiriet     | Thiriet by TDS Racing | 1   | 2   | 1   | 94      |
| 1=   | Mathias Beche      | Thiriet by TDS Racing | 1   | 2   | 1   | 94      |
| 2=   | Bertrand Baguette  | OAK Racing            |     | 1   | 2   | 62      |
| 2=   | Olivier Pla        | OAK Racing            |     | 1   | 2   | 62      |
| 3    | Jacques Nicolet    | OAK Racing            | 6   | 9   | 2   | 54      |
| 4    | Christophe Tinseau | Thiriet by TDS Racing |     |     | 1   | 50      |
| 5=   | Alex Brundle       | Greaves Motorsport    | 4   | 7   | 3   | 48      |
| 5=   | Tom Kimber-Smith   | Greaves Motorsport    | 4   | 7   | 3   | 48      |
| 6=   | Nicolas Marroc     | Sébastien Loeb Racing | 2   | 4   |     | 30      |
| 6=   | Stéphane Sarrazin  | Sébastien Loeb Racing | 2   | 4   |     | 30      |
| 6=   | Nicolas Minassian  | Sébastien Loeb Racing | 2   | 4   |     | 30      |
| 7    | Dimitri Enjalbert  | OAK Racing            |     | 1   |     | 25      |
| 8    | Lucas Ordoñez      | Greaves Motorsport    | 4   | 7   |     | 18      |
| 9=   | Luís Pérez Companc | Pecom Racing          | 7   | 5   |     | 16      |
| 9=   | Pierre Kaffer      | Pecom Racing          | 7   | 5   |     | 16      |
| 10=  | Alexander Sims     | Status GP             | 3   | NU  |     | 15      |
| 10=  | Dean Sterling      | Status GP             | 3   |     |     | 15      |
| 10=  | Yelmer Buurman     | Status GP             | 3   |     |     | 15      |
| 10=  | Jody Firth         | Murphy Prototypes     | NU  | 3   | NU  | 15      |
| 10=  | Warren Hughes      | Murphy Prototypes     | NU  | 3   | NU  | 15      |
| 10=  | Brendon Hartley    | Murphy Prototypes     |     | 3   | NU  | 15      |
| 11=  | Michel Frey        | Race Performance      | 5   |     |     | 10      |
| 11=  | Jonathan Hirschi   | Race Performance      | 5   |     |     | 10      |
| 11=  | Ralph Meichtry     | Race Performance      | 5   |     |     | 10      |
| 11=  | Soheil Ayari       | Pecom Racing          |     | 5   |     | 10      |
| 12   | Matthieu Lahaye    | OAK Racing            |     | 6   |     | 9       |
| 13=  | Guillaume Moreau   | OAK Racing            | 6   |     |     | 8       |
| 13=  | Dominik Kraihamer  | OAK Racing            | 6   |     |     | 8       |
| 14   | Gianmaria Bruni    | Pecom Racing          | 7   |     |     | 6       |
| 15=  | Fabien Rosier      | Extrême Limite ARIC   | 8   |     |     | 4       |
| 15=  | Philippe Thirion   | Extrême Limite ARIC   | 8   |     |     | 4       |
| 16=  | Sam Hancock        | JOTA                  | 9   | NU  |     | 2       |
| 16=  | Simon Dolan        | JOTA                  | 9   | NU  |     | 2       |

### Klasyfikacja LMPC
| Poz. | Kierowca            | Zespół                                           | CAS | DON | ATL | Punktów |
| ---- | ------------------- | ------------------------------------------------ | --- | --- | --- | ------- |
| 1    | John Hartshorne     | Curtis Racing Technologies Boutsen Ginion Racing | 1   | 1   |     | 51      |
| 2    | Thomas Dagoneau     | Boutsen Ginion Racing                            | NU  | 1   |     | 27      |
| 3    | Jean-Charles Battut | Boutsen Ginion Racing                            |     | 1   |     | 26      |
| 4=   | Alex Kapadia        | Curtis Racing Technologies                       | 1   |     |     | 25      |
| 4=   | Phil Keen           | Curtis Racing Technologies                       | 1   |     |     | 25      |
| 5=   | Jean-Marc Merlin    | Boutsen Ginion Racing                            | NU  |     |     | 1       |
| 5=   | Massimo Vignali     | Boutsen Ginion Racing                            | NU  |     |     | 1       |

### Klasyfikacja LM GTE Pro
| Poz. | Kierowca       | Zespół         | CAS | DON | ATL | Punktów |
| ---- | -------------- | -------------- | --- | --- | --- | ------- |
| 1    | Jonny Cocker   | JMW Motorsport | 1   | 1   |     | 51      |
| 2    | James Walker   | JMW Motorsport | 1   | 1   |     | 26      |
| 3    | Allan Simonsen | JMW Motorsport |     | 1   |     | 25      |
| 4=   | Jaime Melo     | JMB Racing     | 2   |     |     | 19      |
| 4=   | Marco Frezza   | JMB Racing     | 2   |     |     | 19      |

### Klasyfikacja LM GTE Am
| Poz. | Kierowca               | Zespół                  | CAS | DON | ATL | Punktów |
| ---- | ---------------------- | ----------------------- | --- | --- | --- | ------- |
| 1=   | Anthony Pons           | IMSA Performance Matmut | 2   | 1   | 1   | 94      |
| 1=   | Nicolas Armindo        | IMSA Performance Matmut | 2   | 1   | 1   | 94      |
| 1=   | Raymond Narac          | IMSA Performance Matmut | 2   | 1   | 1   | 94      |
| 2=   | Piergiuseppe Perazzini | AF Corse                | 3   | 2   | NU  | 34      |
| 2=   | Marco Cioci            | AF Corse                | 3   | 2   | NU  | 34      |
| 2=   | Matt Griffin           | AF Corse                | 3   | 2   | NU  | 34      |
| 3=   | Marc Goossens          | Prospeed Competition    | 1   |     |     | 26      |
| 3=   | Maxime Soulet          | Prospeed Competition    | 1   |     |     | 26      |